# LaMoure megye
LaMoure megye az Amerikai Egyesült Államokban, azon belül Észak-Dakota államban található. Megyeszékhelye és legnagyobb városa LaMoure. Lakosainak száma 4093 fő (2020. április 1.). LaMoure megye Stutsman, Barnes, Ransom, Dickey, McIntosh és Logan megyékkel határos.

## Népesség
A megye népességének változása:
| Lakosok száma | 4129 | 4118 | 4126 | 4166 | 4125 | 4093 |
|               | 2010 | 2011 | 2012 | 2013 | 2015 | 2020 |